# Genji monogatari sennenki
Genji monogatari sennenki: Genji (源氏物語千年紀 Genji? lett. "Il racconto di Genji - Un diario millenario: Genji") è un adattamento anime del romanzo Genji monogatari. Inizialmente la serie doveva essere un adattamento anime del manga Asaki yumemishi di Waki Yamato, ma in seguito il regista decise di basarsi direttamente sul racconto originale. Gli undici episodi sono stati diretti da Osamu Dezaki e trasmessi in Giappone, nel contenitore noitaminA della Fuji TV, dal 15 gennaio al 26 marzo 2009.

## Anime
La serie utilizza due sigle musicali: quella d'apertura è Hiyori hime dei Puffy AmiYumi, mentre quella di chiusura è Koi (恋? lett. "Amore") di Kōsuke Atari.

## Colonna sonora
Il 25 febbraio 2009 Sony Music Entertainment ha pubblicato sia il CD della colonna sonora composta da S.E.N.S. Project, sia il singolo della sigla di apertura Hiyori hime dei Puffy AmiYumi. Il 25 marzo 2009 Sony Music ha poi messo in vendita anche il singolo Koi di Kōsuke Atari.